# 캄 (바이에른주)

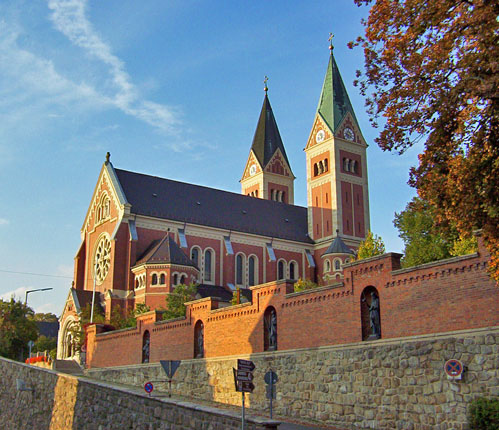

캄(독일어: Cham, IPA: [ˈkaːm])은 독일 남부 바이에른주에 있는 도시이다. 인구 16,975명(2010년).
레겐스부르크 북쪽 60km 지점, 도나우강의 지류 레겐 강 연안에 위치한다. 스위스의 함(Cham)은 독일어 철자는 같으나 발음은 다르다. 현재는 오버팔츠 현 캄 군의 군청소재지이다.